# واوه (استان اشوی‌داشکسیه)
واوه (به لهستانی: Ławy) یک منطقهٔ مسکونی در لهستان است که در گمینا اوپاتوویتس واقع شده‌است.